# クロアチア紛争

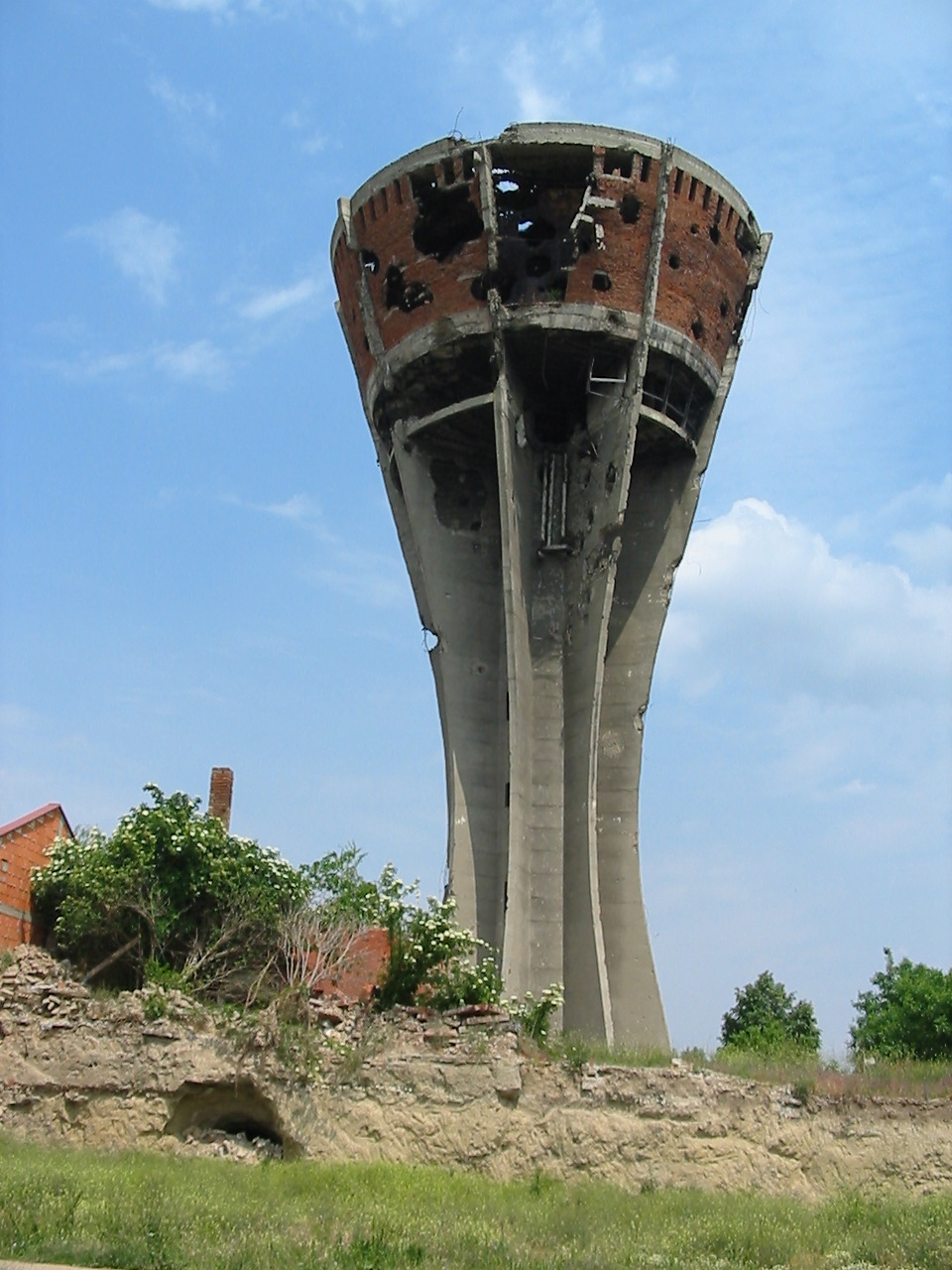
クロアチア紛争で最も戦闘が激しかった街の一つヴコヴァルの給水塔。画像は2003年に撮影したもの

クロアチア紛争（クロアチアふんそう、クロアチア語:Domovinski rat、セルビア語:Рат у Хрватској）は、1991年から1995年にかけての、クロアチアのユーゴスラビアからの分離独立、および国内でのクロアチア政府とセルビア系住民による自治政府の対立をめぐる紛争である。

## 背景

### 第二次世界大戦まで
1918年にクロアチアの政治指導者は、第一次世界大戦中にセルビア王国が発表した、戦後のバルカン地域における新国家としての南スラブ人による連邦国家の創設という提案に同意し、セルビア人・クロアチア人・スロベニア人王国の成立を支持した。この王国は1929年にユーゴスラビア王国と名称を変更するが、当初からこの王国においてはセルビア人とクロアチア人の民族対立が内政問題として存在した。ユーゴスラビアは旧セルビア王国の国王を頂いており、一般的にクロアチア人には首都の所在するベオグラードを中心として、政治権力をセルビア人が独占しているという不満があった。1939年には妥協策としてクロアチア人に一定の自治権を認めたクロアチア自治州が設立されたが、クロアチア側からの批判は大きかった。一方で、国外でのテロ活動を展開していた、アンテ・パヴェリッチが主導するウスタシャは公然とクロアチア独立を掲げた。1941年にナチス・ドイツがユーゴスラビアに侵攻した際、ウスタシャはこれに協力して、傀儡国家クロアチア独立国を成立させた。一方でユーゴスラビア国王に忠誠を誓うセルビア人将校を中心とした反ウスタシャ組織、チェトニックが組織され、抵抗運動を開始した。さらにナチス・ドイツがソビエト連邦へ侵攻した1941年6月以降、ユーゴスラビア共産党はパルチザン組織を結成し、ウスタシャやチェトニックとともに内戦を繰り広げた。この内戦では「民族浄化」と呼ばれる戦略的な他民族排斥が行われ、無差別殺戮、収容所での虐殺、レイプ、住民の追い出しなどの手段によって、大量の死者と難民が生み出された。第二次世界大戦中の出来事は、後のクロアチア独立をめぐる政治情勢の中で再度取り上げられ、歴史修正主義的な論争が繰り広げられると同時に、1991年以降のクロアチア紛争でも同じような「民族浄化」が行われた。

### チトー以降
第二次世界大戦が収束した1945年に成立した、ユーゴスラビア共産党（後にユーゴスラビア共産主義者同盟）による第二のユーゴ（ユーゴスラビア社会主義連邦共和国）は、セルビア、クロアチア、スロベニア、マケドニア、モンテネグロ、ボスニア・ヘルツェゴビナの6つの共和国と、セルビア共和国内の2つの自治地域（ヴォイヴォディナ、コソボ）により再スタートを切った。この第二のユーゴの維持は、大戦中のパルチザン闘争を指導したヨシップ・ブロズ・チトーの巧みなバランス感覚とカリスマ性に拠る所が大きかった。
従ってチトーが不在になれば、このバランスを維持する軸が失われることになる。ユーゴ解体につながりかねない動きはチトーの生前から見られていたが（クロアチアの場合は1971年のクロアチアの春）、1980年にチトーが死去した後、ユーゴスラビアを構成する各共和国、自治州の不協和音が噴出し始めた。
ユーゴスラビアでは1974年の憲法で、6つの共和国と2つの自治州の間でほぼ平等な主権を認めていたが、これに対してセルビアではユーゴスラビアを最も多く構成するセルビア人の権利が阻害されているという不満が生じてきた。1980年代半ばに、こうした不満を受けてセルビア民族主義を掲げて台頭したのが、スロボダン・ミロシェヴィッチである。一方、クロアチアの政治指導者たちは、セルビアを中心とした中央集権体制にユーゴスラビアを作り変えようとするミロシェヴィッチに反発した。

## クロアチア独立

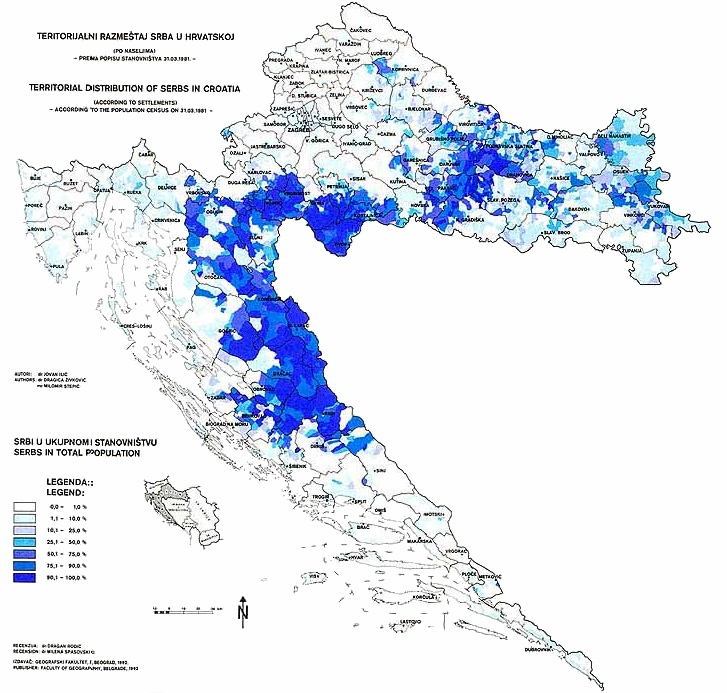
クロアチアでのセルビア人の分布（青）

1989年に始まった東欧革命はユーゴスラビアにも波及した。
一党独裁体制での支配政党であったユーゴスラビア共産主義者同盟は、1990年になると複数政党制による議会選挙を認め、クロアチアでは1990年4〜5月に行われた（Croatian parliamentary election, 1990）。議会選挙の結果、クロアチア民主同盟（HDZ）が勝利し、幹部会議長（後に大統領）にトゥジマンが就任し、スティエパン・メシッチが首相に指名された。以降のクロアチア政府は、ユーゴスラビア維持の動きを見せながらもクロアチアが提案する妥協案をセルビアが拒否するという情勢の中で、クロアチア国内では独立の外堀を埋めていくという2つの動きを見せることになる。

### 反セルビア感情の勃興
この期間における、セルビアとクロアチアの最初の衝突は、1990年5月13日、ザグレブで行われたディナモ・ザグレブとレッドスター・ベオグラードの試合におけるサポーター間の衝突およびにユーゴスラビア警察とディナモサポーターとの衝突であると言われている。当初はサポーター間の小競り合いであったが、スタジアムの運営、ユーゴスラビア警察の統制の仕方に問題があり、徐々にユーゴスラビア警察対ディナモサポーターという構図に変化していった。ディナモサポーターにとってユーゴスラビア警察は連邦=セルビア人の権力の象徴であり、反セルビア感情がユーゴスラビア警察に向けられる形となった。もっともクロアチアにいる警察であるから、警察の中にはかなりの数の非セルビア人が含まれていた。この衝突でディナモのズボニミール・ボバンが警察に暴行したとして長期出場停止処分を受けるが、ボバンに暴行を受けた警察官はムスリムであった。この事件をセルビアとクロアチアの対立の端緒として評価するべきかは意見が分かれるところである。

### ユーゴスラビア維持の動き
1990年10月には、クロアチアと、経済主権を掲げてユーゴスラビアからの独立を図ろうとするスロベニアによって、新連邦案「国家連合のモデル」が発表された。連邦制度を廃止し、欧州共同体（当時）のような国家連合に転換するべきであるとした。一方でセルビアはあくまでも連邦の維持に固執し、ボスニア・ヘルツェゴビナとマケドニアにより折衷案が提出されたが、同意に至らなかった。

### 独立路線の既成事実化
90年12月に、新しいクロアチア共和国憲法が制定された。この憲法の中でクロアチアの自決権と国家主権が規定し直され、公用語をセルビア・クロアチア語からクロアチア語に変更し、キリル文字の使用を禁止し、ラテン文字を使用することと規定された。
一方で、90年後半からクロアチアの軍事力の整備が急がれ、クロアチア警察軍が創設された。大量の武器は、ハンガリーから輸入されたとみられている。
1991年3月2日には、スラヴォニアの帰属（西部に西スラヴォニア自治区→クライナ・セルビア人自治区、東部に東スラヴォニア・バラニャおよび西スレム・セルビア人自治州）をめぐってクライナ・セルビア人自治区軍とクロアチア警察軍が対峙する事態となり、3月31日にプリトビツェ湖群で両者が衝突して死者を出した（プリトビツェ湖群事件）。
1991年5月19日には独立の可否を問う国民投票が実施され、93%がクロアチアの独立に賛成した。ただし、セルビア系住民の大部分が投票をボイコットしたため、投票率は84%にとどまった。これを受けて6月25日にクロアチアはスロベニアと同日にユーゴスラビアからの独立を宣言した。

## 独立紛争

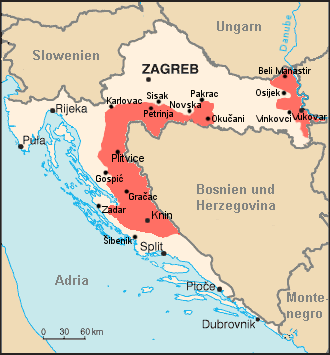
クライナ・セルビア人共和国を指し示す地域（赤）

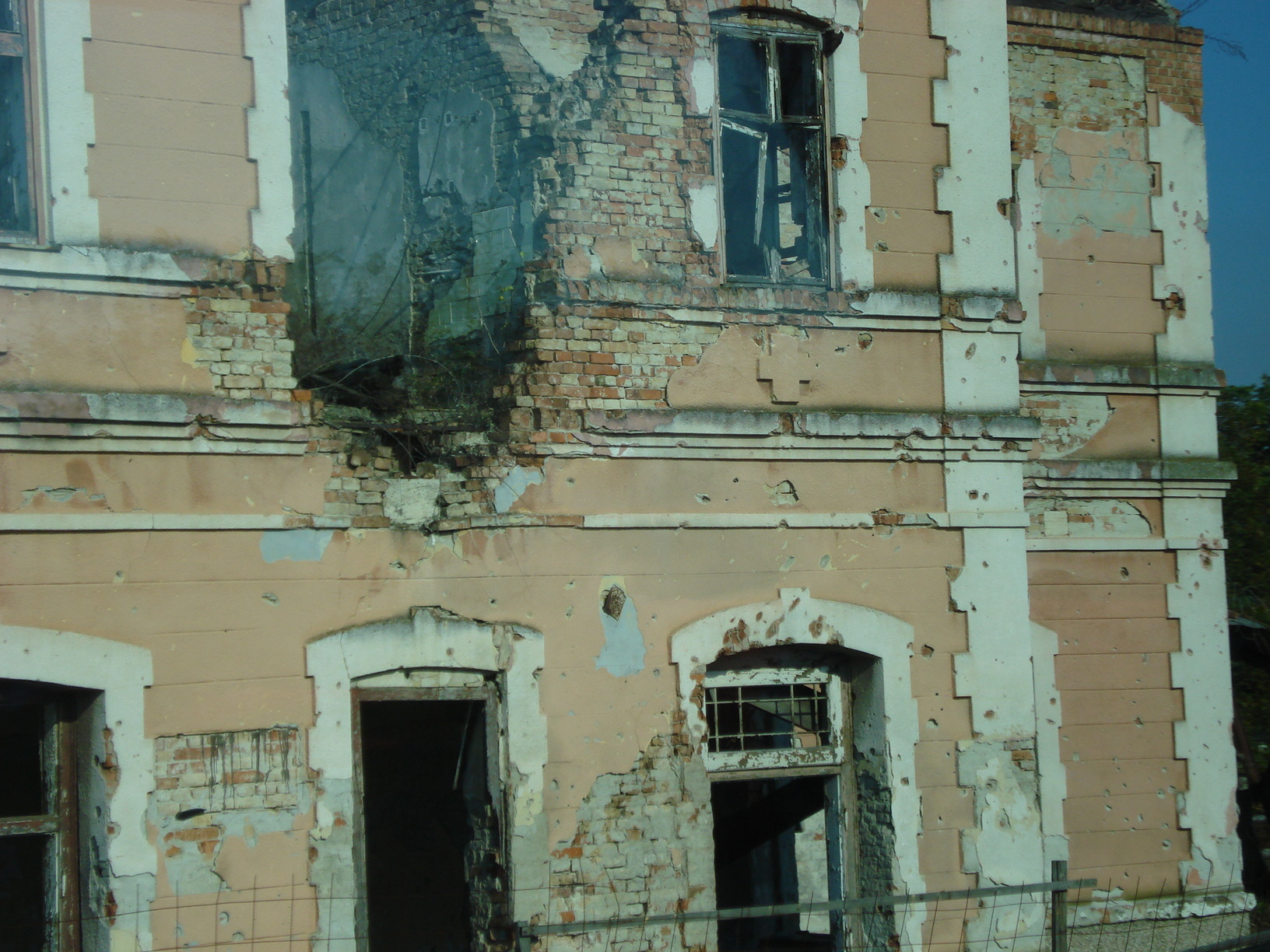
ヴコヴァル 1991

クロアチアと同日に独立を宣言したスロベニアでは十日間戦争が勃発し、ユーゴスラビア連邦軍とスロヴェニア警察軍との武力衝突に発展したが、この名前が示す通り、戦闘は極めて短期間で終結した。一方でクロアチアでの戦闘は1995年までの長期間にわたって継続した。この差異が生じた要因は「クロアチアはセルビアと直接国境を接しており」なおかつ「クロアチア国内にはセルビアが無視できないほどのセルビア人が居住していた」ことである。また、1992年に始まったボスニア・ヘルツェゴビナ紛争と次第にリンクし始め、泥沼化したことも一因である。

### セルビア人問題
クロアチアの独立気運が高まる90年9月に、セルビア人が多数を占めるボスニア・ヘルツェゴビナ周辺部に「クライナ・セルビア人自治区」が設立された。一方で、西スラボニアでも、「スラヴォニア・バラニャ・西スレム自治組織」が結成された。この地域では一時的にクロアチアとセルビアの間で武力衝突を回避するため、クロアチア警察軍を入れないという同意が成立していたが、91年3月2日に西スラボニアのパクラッツでクロアチア警察軍と、ユーゴスラビア連邦軍が睨み合う事態となり、3月31日には同じく西スラボニアのプリトビツァで、クロアチア警察軍とセルビア人住民との間で銃撃戦となり、死傷者が出る事態となった。クロアチア独立の直前となる5月には「クライナ・セルビア人自治区」で住民投票が行われ、90%の圧倒的多数で独立反対、ユーゴスラヴィアへの残留を支持した。
6月25日の独立宣言以降、クロアチアで散発した戦闘は、主にクロアチア警察軍とクロアチア国内に残留したセルビア系住民の間で繰り広げられたが、9月22日にユーゴスラビア連邦軍がザグレブを襲撃するに及び、クロアチアとユーゴスラビア連邦軍（この頃には独立を宣言した各共和国出身者が連邦軍から離脱しており、実質的にセルビア軍となっていた）の本格的な戦闘に発展した。特にクロアチア人とセルビア人が混住し、なおかつ連邦軍の侵入が容易であったスラボニアでは戦闘が過激であった。これらの地域では元々隣同士で住んできた住民が互いに銃を取り合う事態となった。中でもドナウ川を挟んでヴォイヴォディナと接するスラボニアのヴコヴァルでは87日間にわたって市街戦が展開され双方で3,000人近い死者を出した。（en:Battle of Vukovar、これを映画化したのが「ブコバルに手紙は届かない」である。）
一方12月にドイツがクロアチアの承認を行うと、これに反発したセルビア系住民の二つの自治組織「クライナ・セルビア人自治区」と「スラボニア・バラニャ・西スレム自治組織」は連合して「クライナ・セルビア人共和国」の設立を宣言した。クライナ・セルビア人共和国はクロアチア国内の1/3の面積を占めており、これを認めることはクロアチアにとって難しい選択であった。
1992年2月に国際連合の安全保障理事会はクロアチアへの国際連合保護軍（UNPROFOR）の派兵を決定するが、この平和維持軍の派兵では、互いに民族主権を主張しあう民族問題の最終的な解決には至らず、以降もクロアチア政府とセルビア系住民の間で戦闘が散発した。

## 「嵐作戦」
この状況を最終的に「解決」したのが、クロアチアによる「嵐作戦」であった。1995年になるとクロアチアは、欧州連合、国際連合、アメリカ合衆国、ロシアが提示するセルビア人勢力に一定の自治権を認める和平案に対して譲歩の姿勢を見せ時間を稼ぐ一方で、セルビア系住民の支配地域に展開する国連平和維持軍の活動期限切れに伴う早期の撤退を強く促していた。
平和維持軍の活動は規模を縮小することで同意されたが、その直後の5月にまず、クロアチア軍は西スラボニアを急襲（「閃光作戦」）し、セルビア人の追い出しにかかった。セルビア側は報復として、ザグレブ市民に対しロケット弾での攻撃を行った。続く8月3日から始まった「嵐作戦」ではクライナ・セルビア人共和国の首都クニンを目指して侵攻。わずか3日間の戦闘でクニンを占領した。この作戦による民間人の犠牲者は、クロアチア政府の発表では約150人とされ、セルビア側の発表では主として老人や病人など約2,600人が虐殺されたという。また、大量の難民が発生し、主にボスニアのセルビア人支配地域を経由してセルビアに流出したセルビア系難民は15-20万人と見積もられている。この作戦を指揮したクロアチア軍将軍アンテ・ゴトヴィナはクロアチアの英雄として祭り上げられたが、一方で虐殺と大量の難民を生み出した事により旧ユーゴスラビア国際戦犯法廷から訴追された。ゴトヴィナは2005年12月にスペインのカナリア諸島で拘束され、ハーグに移送されたが、「英雄」であるゴトヴィナを戦犯扱いすることに対するクロアチア国内からの反発は大きかった（後に無罪）。
西スラボニアとクライナの喪失を通じて、クロアチア国内のセルビア人は大きく数を減らした。セルビア共和国と国境を接している東スラボニアには未だセルビア系住民の自治地域が残されていたが、1995年11月11日のエルドゥート和平合意により、東スラボニアの将来的なクロアチアへの併合が認められ、国連暫定統治を経て1998年1月にクロアチア政府の統治下に収まった。

## 紛争後

### 人口変化

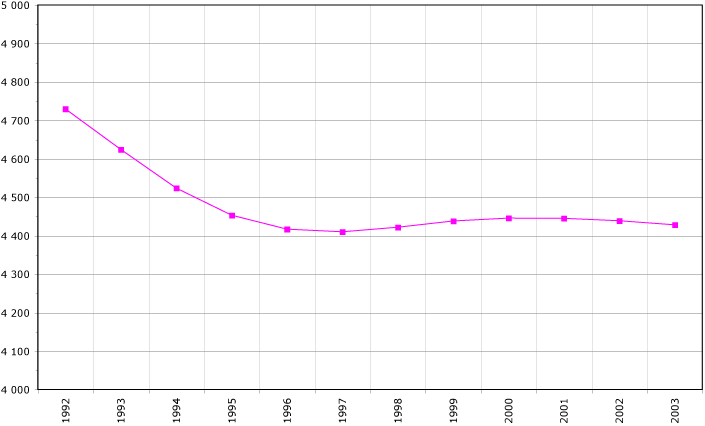
クロアチアの人口変動

クロアチア紛争は、クロアチアの人口と民族分布に大きな変化をもたらした。
クロアチアの人口は1992年から1995年にかけて約475万人から約440万人に減少した。2003年までは440万人の水準で変移しており、戦前の人口が回復していないことが分かる。
また、ユーゴスラビア最後の国勢調査となる1991年と、クロアチアで最初の国勢調査となる2001年のデータを比較すると、1991年に全体の78.1%であったクロアチア人の比率は、2001年には89.63%まで増加。一方で、セルビア人の比率は12.2%から4.54%まで減少した。
国外に流出したセルビア系難民の数は紛争終結当初から20万人を超えていたが、帰還に対してクロアチア政府は積極的な姿勢を見せることはなく、その結果が2001年の人口調査にあらわれていたと言える。

### 経済
2003年には1990年の国内総生産の水準を達しており、経済的指標は改善の方向へ向かっていることを指し示している。2008年時点の一人あたりの国内総生産は16,758ドルと、ユーゴスラビアを構成していた諸国の中ではスロベニアに次いで高い。
クロアチアのアドリア海沿岸にあたるダルマチアは観光業が主な産業のひとつであるが、その中でも世界遺産に登録されているドゥブロヴニクは紛争の影響から危機遺産に指定されたが、1998年に除外されている。

## クロアチア紛争を描いた作品
映画
- ブコバルに手紙は届かない（ボーロ・ドラシュコビッチ監督、1994年、出演：ミリャナ・ヤコヴィッチほか）
- あなたになら言える秘密のこと（イザベル・コイシェ監督、2005年）